# Portulaca peteri
Portulaca peteri är en portlakväxtart som beskrevs av Karl von Poellnitz. Portulaca peteri ingår i släktet portlaker, och familjen portlakväxter. Inga underarter finns listade i Catalogue of Life.